# Claire Dames
Claire Dames (Califórnia, 13 de agosto de 1981) é uma ex-atriz pornográfica americana.

## Biografia
Dames fez sua estreia na indústria de filmes adultos em 2007, aos 26 anos de idade, e desde então apareceu em mais de 160 produções. Também já fez vários trabalhos para sites adultos na internet. Fez sua primeira cena de sexo anal em 2007, no filme Big Wet Asses 12. Antes da carreira como atriz pornô, foi dançarina em Reno, Nevada. Em junho de 2009, ela e outras cinco pessoas (incluindo Natasha Nice) foram detidas e levadas para a prisão sob a acusação de conduta obscena em público, devido a uma sessão de fotos pornográficas em público.
Ela anunciou sua aposentadoria da indústria pornô em 2009, no entanto, pouco depois voltou atrás e continuou a fazer filmes.

## Prêmios e indicações
- 2008: AVN Award (indicada) – Best Oral Sex Scene, Video – Sperm Splattered 4[6]
- 2008: iPorn Sexopolis Sunset Strip Awards (venceu) – Puffiest Nipples[7]
- 2009: AVN Award (indicada) – Best Oral Sex Scene – Night of the Giving Head[8]
- 2009: AVN Award (indicada) – Best Supporting Actress – Night of the Giving Head[8]